# ケロシン

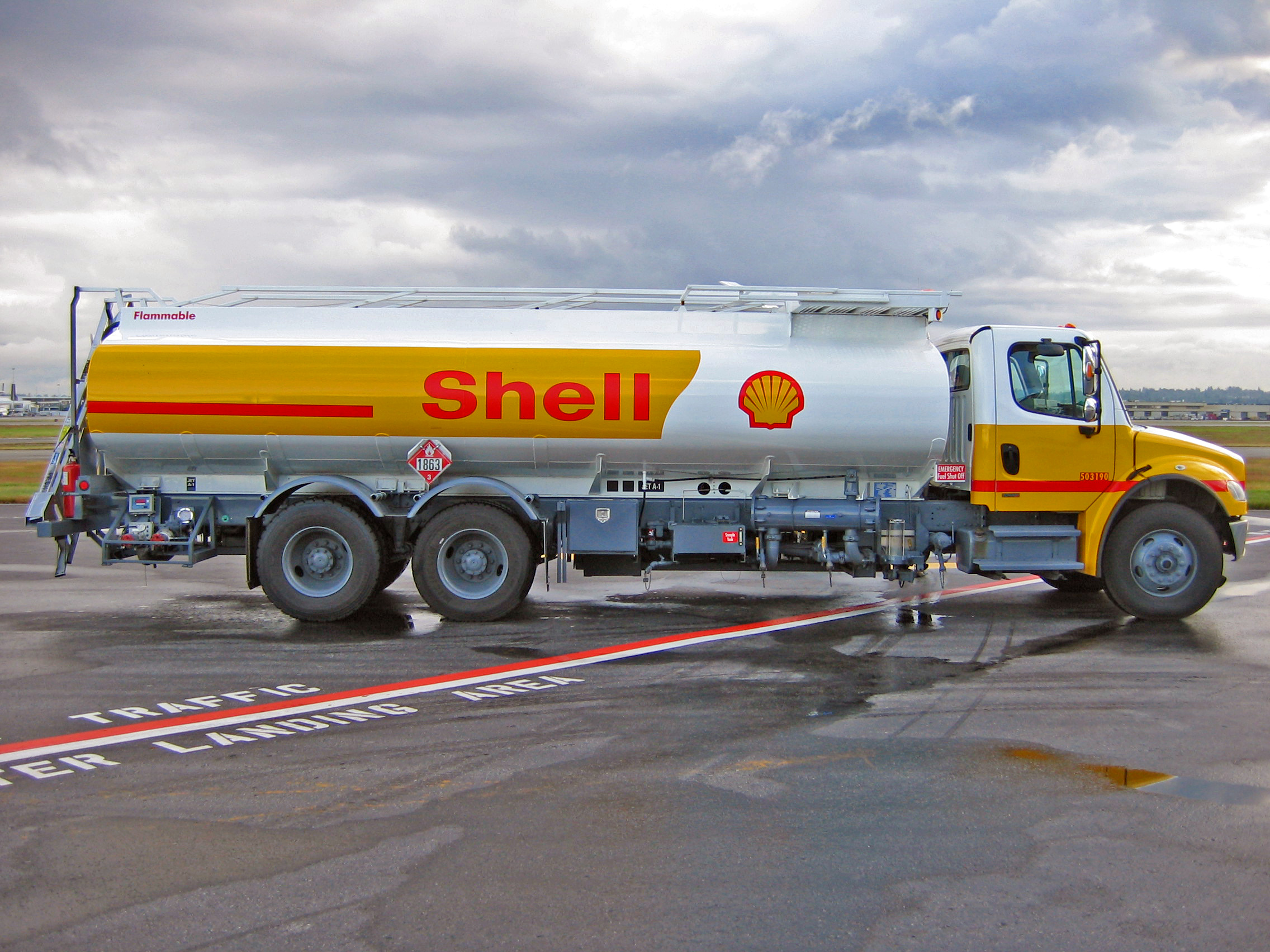
ケロシン系ジェット燃料 Jet A-1 を輸送するトラック

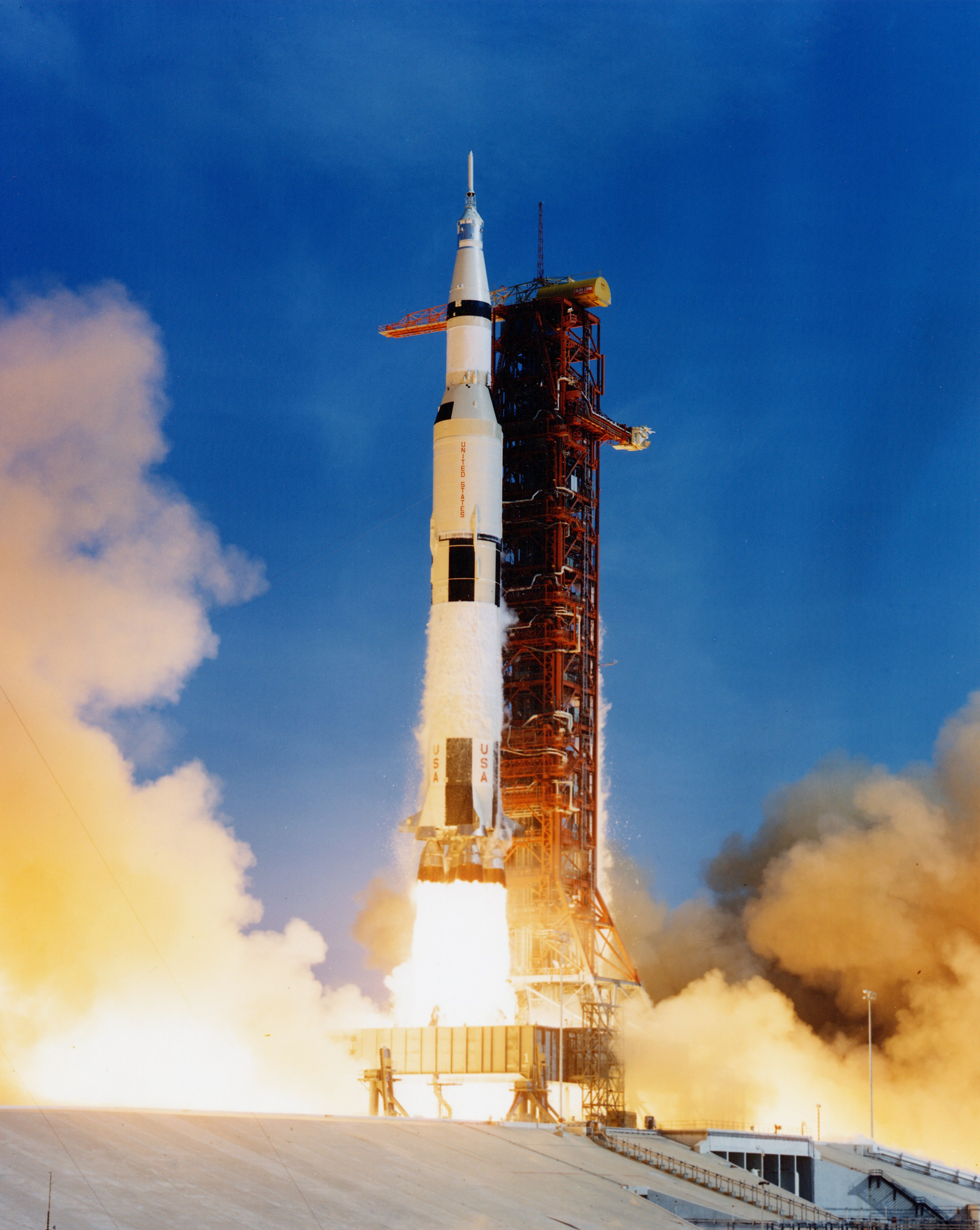
ケロシン系ロケット燃料RP-1を使うサターンVの打ち上げ

ケロシン（英語: kerosene）とは、石油の分留成分の1つである。およそ沸点150 - 280℃、炭素数10 - 15、密度0.79 - 0.83のものである。ナフサ（ガソリンの原料）より重く、軽油より軽い。
ケロシンを主成分として、灯油、ジェット燃料、ケロシン系ロケット燃料などの石油製品が作られる。灯油の成分はケロシンだが、日本では灯油をケロシンと呼ぶことは稀で、ケロシンといえば「ジェット燃料やロケット燃料」を指すことが多い。
英語では kerosene のほか kerosine とも綴り、また coal oil ともいう。中国語では「煤油」や俗に「火水」という。モービル石油やコストコのガソリンスタンドで、灯油の給油機には、英語の Kerosine が書かれている。また、英国と南アフリカでは イギリス英語: paraffin（パラフィン）とも呼ぶ。

## 概要
ケロシンは、無色で燃えやすい液体の炭化水素で、石油の分留で150 - 275℃の分留区画を占める（炭素数で12 - 15に相当）。かつては灯油ランプに広く使用されていたが、その後は灯油やロケット燃料やジェット燃料として使用される。ケロシンの名称はギリシア語のκηρο’ς（keros。ろう、ワックス）に由来する。
原油から直接蒸留された標準的なケロシンは、硫黄の含有とそれに伴う腐食性を減少させるために、いくつかの脱硫処理を必要とする。今日ではケロシンの一部は石油クラッキングによっても生産される。つまりクラッキングにより、原油の中でも重油として燃料にしかならない成分から、価値のある成分へと改質している。
引火点は、37℃から65℃、発火点は、220℃。

## 用途

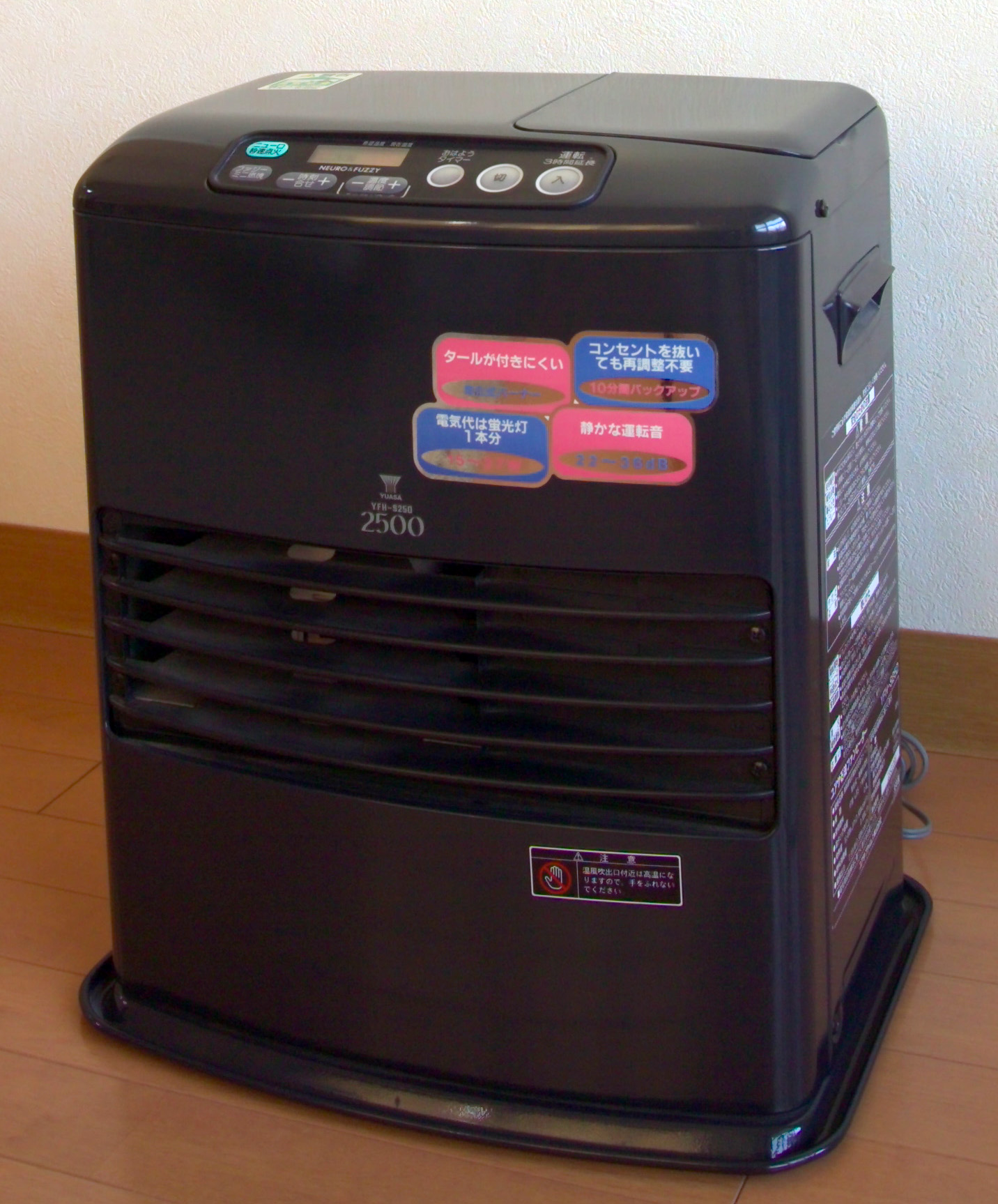
石油ファンヒーター（日本製）

ケロシンに、水素添加や他留分、クラッキングの剰余分などがブレンドされ、各種の燃料が作られる。

### 灯油
灯油は、家庭用の燃料などに使われる。日本では、灯油の品質はJIS K 2203で標準化されている。
灯油の調理用燃料としての使用は、ほぼ発展途上国またはバックパッカーに限られており、そのような用途では精製度が低く、不純物やゴミを含んだものが使用されている。
日本では、家庭用の灯油ストーブで暖房燃料として広く使用されており、ガソリンスタンドや宅配によって容易に入手可能である。

### ジェット燃料
ジェット燃料は、ほぼケロシンからなる「ケロシン系」と、ナフサを混ぜる「ワイドカット系」に分けられる。
民間用の規格としてはケロシン系のJet AとJet A-1、ワイドカット系としてJet Bがある。これらはアメリカの工業規格ASTM D-1655で標準化されており、日本ではJIS K 2209がそれに準拠している。軍用にも各種規格がある。

### ロケット燃料
ロケットエンジンでは燃料を大気圏外でも燃焼させるため、液体水素やケロシンなどの燃料のほかに酸化剤を搭載する必要がある。酸化剤として用いられる物質は、第二次世界大戦中のヴァルターロケットでは過酸化水素、同じくV2ロケットでは液体酸素、戦後のミサイルでは赤煙硝酸や過塩素酸アンモニウムなどである。ケロシンを燃料とするロケットの場合、酸化剤としては液体酸素が多く用いられる。
ロケット燃料としての性能（比推力）は噴射速度が高いほど、言い換えると燃焼温度が高く燃焼ガスの分子量が軽いほど、最終飛翔体と燃料の重量比（単に質量比と呼ぶ）がよくなる。したがって、理想的には液体水素と液体酸素の組み合わせがロケット燃料には最適である。しかしながら、液体水素は密度が低いためタンクが巨大になり、また液体酸素との沸点の違いからタンクの断熱構造が複雑になるなどの課題がある。すなわち、実際には燃料タンクなどロケットの構造材の重量も含めて考慮されるべきで、サイズが巨大になる多段式ロケットの1段目には、構造材の装置が簡単になり軽量化が図れるケロシンが燃料として採用されることが多い。

#### ケロシン系ロケット燃料
RP-1
アメリカ合衆国で広く使われるロケットエンジン用燃料。
RG-1
旧ソビエト連邦/ロシアで使用されるケロシン系ロケット燃料の一つ。
密度が 0.82 - 0.85 g/mlで、RP-1の 0.81 g/mlより若干高い。
TM-114
旧ソビエト連邦/ロシアで使用されるケロシン系ロケット燃料の一つ。
TM-185
旧ソビエト連邦/ロシアで使用されるケロシン系ロケット燃料の一つ。
Syntin
かつて旧ソビエト連邦/ロシアで使用されたケロシン系ロケット燃料の一つ。

#### ケロシンを燃料とするロケットエンジンの例
F-1
アポロ計画で用いられたサターンV 型ロケットの一段目用の巨大エンジン。
RD-170/RD-171
ロシアの大型ロケットアンガラやウクライナのゼニト用のエンジンで、F-1に匹敵する。
RD-107/RD-108
ロシアのソユーズの一段目・二段目用エンジン（RD-108にRD-107を4本束ねて使うのが特徴）。液体酸素とケロシン系のT-1またはRG-1燃料を使用する。
RS-27/RS-27A/RS-27C
デルタIIの一段目用エンジン。
MB-3-1（制式名LR-79-7）
ソー・デルタの一段目用エンジン。
MB-3-3
デルタやN-Iロケット・N-IIロケット・H-Iロケットなどデルタシリーズの1段目用エンジン。
Merlin
アメリカ合衆国、スペースX社のファルコン1・ファルコン9・ファルコンヘビーで使用されるエンジン。

## 各国語での呼称
ケロシンと厳密に同義語とは限らない。
- ケロシン系：ギリシア語“κηρό’ς”（keros、ろう）に由来
  - Keroseneまたはkerosine（米国）
  - Keroseneまたはkero（オーストラリア）
  - Kérosène（フランス）
  - Cherosene（イタリア）
  - Queroseno（スペイン）
  - Querosene（ポルトガル）
  - Керосин（Kerosin）（ロシア）
  - Керозин（Kerozin）（セルビア）
  - Κηροζίνη（Khrozinh）（ギリシア）
  - קרוסין（Qrvsyn）（イスラエル）
- ペトロレウム（ペトロリアム）系
  - Petroleum（ドイツ - ドイツでジェット燃料はKerosin。英語でのpetroleumつまり原油はドイツ語でErdölまたはMineralölまたはRohöl。ガソリンはBenzinという）
  - PetroliまたはValopetroliまたはLamppuöljy（フィンランド）
- パラフィン系[2]
  - Paraffinまたはparaffin oil（英国および南アフリカ）
  - Parafinまたはlampeolje（ノルウェー）
- その他
  - Turbosina（スペインでの別の言い方）
  - Nafta（ナフタ）（ポーランド）
  - Fotogen（スウェーデン）
  - Gazyaģı（トルコ）
  - Minyak Tanah（マレーシア/インドネシア）
  - 灯油（日本）
  - 등유（燈油、deungyu）（朝鮮語）
  - 煤油（méiyóu）または火水（huǒshuǐ）、かつては火油（huǒyóu）（中国語）

英語でのその他の呼称
- coal oil
- range oil
- stove oil（カナダ）